# Stevens Barclais
Stevens Barclais, né le 9 juillet 1984 à Montmorency, est un taekwondoiste français.

## Carrière
Il fait ses débuts en taekwondo assez tardivement à l’âge de 21 ans. Malgré ce retard, il démontre rapidement un don particulier en compétition puisque son palmarès compte, depuis 2010, deux victoires internationales, en battant quelques-uns des meilleurs mondiaux.
En 2011, après avoir remporté les championnats de France pour la seconde fois, Stevens intègre le dispositif Athlètes SNCF en tant que chargé de communication à Paris Nord.
En 2013, il obtient une médaille de bronze lors des championnats du monde qui se déroulent au Mexique.

## Palmarès

### Championnats du monde
- 2013
  -  Médaille de bronze à Puebla,  Mexique

### Championnats d'Europe
- 2016
  -  Médaille de bronze à Montreux,  Suisse

### Open
- 2008
  -  Médaille d'argent à l'Open à Innsbruck,  Autriche
- 2009
  -  Médaille d'argent à l'Open à Manchester,  Grande-Bretagne
  -  Médaille de bronze à l'Open à Séville,  Espagne
- 2010
  -  Médaille d'or à l'Open à Innsbruck,  Autriche
  -  Médaille d'or à l'Open à Hambourg,  Allemagne
- 2011
  -  Médaille d'argent à l'Universiade d'été de 2011 à Shenzhen,  Chine
  -  Médaille de bronze à l'Open à Hambourg,  Allemagne
  -  Médaille d'or à l'Open d'Austin,  États-Unis
- 2013
  -  Médaille d'argent à Eindhoven,  Pays-Bas
  -  Médaille de bronze à l'Open de Ashdod,  Israël
- 2014
  -  Médaille d'or à l'Open de Paris,  France
  -  Médaille d'or à l'Open de Kharkiv,  Pologne
  -  Médaille de bronze à l'Open de Ashdod,  Israël
- 2015
  -  Médaille de bronze à l'Open de Doha,  Qatar
  -  Médaille de bronze à l'Open d'Alexandrie,  Égypte
- 2016
  -  Médaille de bronze à l'Open de Doha,  Qatar

### Championnat de France
- 2009 -  Médaille de bronze
- 2010 -  Champion de France
- 2011 -  Champion de France
- 2012 -  Vice Champion de France
- 2013 -  Champion de France
- 2016 -  Médaille de bronze (-63 kg)[3]